# 錢濬
錢濬（1535年—？），字啓祥，號樂筠，應天府上元縣匠籍，蘇州府長洲縣人，明朝政治人物。

## 生平
萬曆七年（1579年）應天府鄉試第四十七名舉人，萬曆八年（1580年）庚辰科會試第一百十八名，登二甲第三十三名進士。吏部觀政，次年授工部主事，丁憂，卒。

## 家族
曾祖錢琳；祖父錢士華；父錢鎬。母莊氏；繼母諸氏。